# Cosmos: War of the Planets
Cosmos: War of the Planets (originele titel: Anno zero - guerra nello spazio) is een Italiaanse sciencefictionfilm uit 1977. De film gaat over een robot die op hol geslagen is en nare gevolgen voor de aarde kan hebben. De Amerikaanse versie van de film bevindt zich in het publiek domein.

## Rolverdeling
| Acteur           | Personage        |
| ---------------- | ---------------- |
| John Richardson  | Fred Hamilton    |
| Yanti Somer      | Meela            |
| Massimo Bonetti  | Vassilov         |
| Nick Jordan      | Etor             |
| Craig Kelly      | Romeo Costantini |
| Katia Christine  | Greta            |
| Daniele Dublino  | Jack             |
| Giuseppe Fortis  | Marseille        |
| Percy Hogan      | Max Wright       |
| Eleonora King    | Oko              |
| Vassili Karis    | Peter Segura     |
| Malisa Longo     | Halla            |
| West Buchanan    | Richard Holden   |
| Charles Borromel | Macintosh        |
| Jacques Stany    | Miller           |